# Алишанка, Эугениюс
Эуге́ниюс Алиша́нка (лит. Eugenijus Ališanka; род. 22 февраля 1960, Барнаул) — литовский поэт, лауреат «Весны поэзии» (2012), Ятвяжской премии (2016); брат скульптора Арвидаса Алишанки.

## Биография
Сын репрессированных и высланных в Сибирь. В 1962 году семья вернулась в Литву. В 1983 году Алишанка окончил математический факультет Вильнюсского университета. В 1990—2000 годах — сотрудник Института культуры и искусства, в 1994—2002 годах — руководитель международных программ Союза писателей Литвы. С 2003 года — главный редактор англоязычного литературного журнала „The Vilnius Review“.

## Творчество
Алишанкой изданы книги стихов:
- Lygiadienis / Равноденствие (1992, Премия Зигмаса Геле за лучший поэтический дебют)
- Peleno miestas/ Город пепла (1994)
- Dievakaulis/ Божья кость (1999)
- Iš neparašytų istorijų/ Из ненаписанных историй (2002)
- Exemplum/ Образец (2006)
- Jeigu (2011)

Ему принадлежат сборники эссе о постмодерной культуре:
- «Vaizdijantis Žmogus» / «Человек воображающий», 1998;
- «Dioniso sugrįžimas» / «Возвращение Диониса», 2001,
- «Gatvė tarp dviejų bažnyčių», 2012

Кроме того, он переводил стихи А. Загаевского, Т. Ружевича, З. Херберта, В. Шимборской, А. Дебеляка, Дерека Уолкотта, эссе М. Мамардашвили, С. Зонтаг, Ж. Ф. Лиотараа и других авторов. С английского языка перевёл стихи персидского поэта Руми.
Стихи и эссе Алишанки переведены на многие европейские языки, отдельными книгами они выходили в США, ФРГ, Швеции, Болгарии, России.

## Награды и звания
- Премия Зигмаса Геле (1992)
- Лауреат фестиваля «Весна поэзии» (2012)
- Ятвяжская премия (2016)[3]

## Публикации на русском языке
- Божья кость / Пер. Сергея Завьялова. — СПб: Symposium, 2002.